# Güiza
Güiza je rijeka u Kolumbiji, desna pritoka rijeke Mire. Pripada tihooceanskom slijevu.